# Paradise Lost (grup musical)
Paradise Lost és una formació britànica de metal gòtic considerada de culte i formada l'any 1988 a Halifax, Regne Unit. Els seus membres es fan anomenar els pares del metal gòtic i juntament amb els seus compatriotes Anathema i My Dying Bride, poden considerar-se els creadors del subgènere conegut com a Death/doom.
Irònicament, el grup és gairebé desconegut al seu propi país, malgrat això van gaudir de gran fama i popularitat a mitjans de la dècada dels noranta, i a l'Europa continental segueixen sent molt populars, especialment a Grècia i Alemanya, Encara que també se'ls considera pioners en el gènere gothic/doom. Durant tota la seva carrera han desconcertat a fans i crítics amb el seu perpetu gust per la reinvenció i experimentació musical, el seu desig per treballar amb productors d'altres gèneres musicals i un rebuig a repetir-se a si mateixos per por a l'estancament.

## Història

### Uns nois de Yorkshire (1989-1992)
A partir de la seva fundació l'any 1988 els membres de la formació decideixen publicar el seu primer disc titulat Lost Paradise, curiosament, aquest àlbum va ser ben rebut per l'escena underground del death metal que aleshores floria; al costat d'altres bandes d'aquesta època com poden ser Tiamat, Therion, Crematory, My Dying Bride i Anathema. Aquest primer disc tenia les influències ben marcades i definides, d'una formació els grups base del death metal d'aquella època (Obituary, Death, Napalm Death) i d'altra banda el so lent i pesat característic del doom metal.
Després d'aquesta petita empenta que va significar Lost Paradise (que en general passa desapercebut entre els fans i el propi grup) enregistren el que per a molts va ser i segueix sent el seu millor disc: Gothic, aquest àlbum va ser tot un èxit (a nivell underground) a Europa sobretot perquè l'estil no es podia encasellar en cap de determinat. És aquí on neix el Metal gòtic com el coneixem avui dia, ja que aquest va ser el primer disc de metall que va combinar les guitarres elèctriques amb elements orquestrals, veus femenines i solos de guitarra. És aquest disc d'on s'inspirarien posteriorment grups com Tristania, Theatre of Tragedy i The sins of thy Beloved  (sent aquests 3 grups pilars fonamentals per l'avui anomenat metal gòtic femení). El disc crida l'atenció per les estructures melòdiques de les cançons, amb el suport sobretot de la guitarra de Gregor Mackintosh usant fins i tot acústiques, i comencen a allunyar-se de la brutalitat i foscor del death per buscar un estil propi, més malenconiós, tot i que encara no es produeix el salt definitiu a nivell de sonoritat.

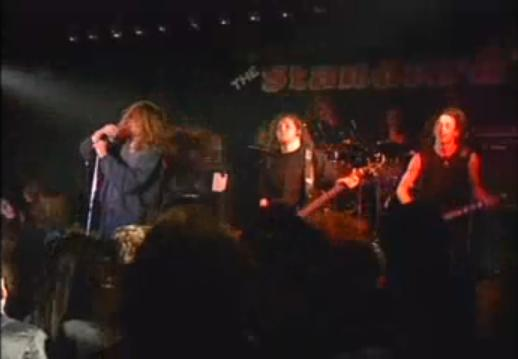
Paradise Lost tocant l'any 1991

L'any 1992, la discogràfica Music For Nations va absorbir Peaceville Records, i Paradise Lost van passar a formar part del catàleg del creixent segell britànic. Moment que llancen el primer disc «frontissa» de la seva carrera, Shades of god (1992), que els allunya encara més de la qualificació death i els acosta a un estil cada vegada més personal i propi, conservant la foscor i les típiques melodies de guitarra de Mackintosh, abraçant a la vegada guitarres i bateria més ràpides i amb una interpretació vocal molt més melòdica que anteriorment de part d'Holmes. El nou àlbum els va embarcar en una gira que va tenir el seu moment més àlgid a l'edició '92 del Dynamo Open Air d'Holanda davant més de 30.000 persones amb un gran èxit i un creixent nombre de seguidors per tot el món. Aquell mateix any treuen l'EP As I die, que utilitzava les mateixes fórmules que el seu anterior treball.

### L'inici de l'experimentació (1993-1995)
Li va seguir Icon, considerat per molts el millor treball de la formació, i que suposa l'allunyament definitiu dels sons death. La veu de Nick Holmes es mostra melòdica i raspada. El primer que crida l'atenció és la cuidada estètica que acompanyaven a l'àlbum, el so més accessible, les veus guturals desapareixen i els ritmes de la resta dels instruments es fan més ràpids prenent influències directes de Metallica. Aquest treball els va embarcar en una important gira al costat de Sepultura, on van seguir augmentant de popularitat.
Després de la gira de Icon, Paradise Lost una vegada més tornen a l'estudi i el 1994 llancen el seu següent EP, Seals of the sense, que els va portar durant la seva promoció a la major concurrència en un concert de la formació, davant  70.000 assistents en el Rock am Ring Festival de Nürburg (Alemanya).

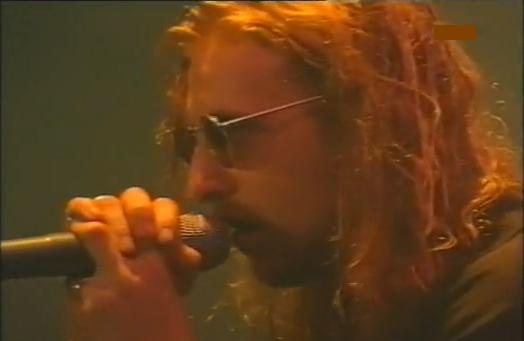
Nick Holmes amb Paradise Lost tocant en el Bizarre Festival de 1995

A finals del 1994, el baterista Matt Archer abandona Paradise Lost i és reemplaçat per Lee Morris. Aquest canvi es fa imperceptible en el següent àlbum titulat Draconian Times (1995), ja que el disc havia estat enregistrat completament per Archer abans de la seva marxa. Draconian Times va superar el milió de còpies venudes per tot el món. El so en aquest disc continuava amb l'experimentació de la sonoritat thrash metal del disc anterior, fent-se encara més palpable, ja que moltes cançons només contenen tempos ràpids, dividint-se el disc entre cançons lentes i altres accelerades. Si bé les experimentacions amb veus totalment netes havien començat ja amb Shades of God, no va ser fins aquest àlbum on es fan molt més patents, igual que els teclats que no només creen atmosfera sinó que a més participen com un instrument més. D'altra formació, les guitarres netes ocupen molt més espai que en discs anteriors.

### Canvi de direcció (1997-2001)

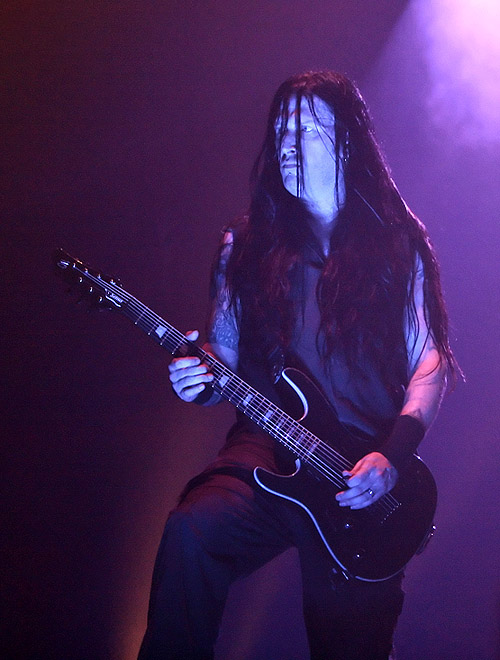
Greg Mackintosh a Vigo durant el Festival Alternavigo 2009

Per a la següent etapa, Nick Holmes anuncia canvis dràstics en el so de la formació: les bases són més rockeres, els teclats adquireixen més protagonisme i la veu d'Holmes ja és gairebé sempre neta, i adopten efectes electrònics, el disc inclou dues de les seves cançons que serien himnes fins a aquests dies «Say Just Words» I la cançó que li dona nom al disc «One Second», i és que va ser aquest mateix disc el que posteriorment influenciaria a bandes com HIM, The Rasmus o Evanescence. Tota aquesta onada de bandes dels noranta inicien noves etapes també en aquesta època, carregats de bases programades i altres efectes que fusionen en els seus últims discs un Gothic Metal que combina agressivitat amb melodia. Tornant a Paradise Lost. El 1998, es publica un recopilatori amb el millor de Paradise Lost, Reflection, en el qual es traça un denominador comú, malenconiós, fosc i gòtic.
El 1999 treuen Host, disc on les dures guitarres pràcticament desapareixen a favor de sons propis del rock més tecnològic. Aquest disc no va ser molt ben rebut pels fans més antics de la formació malgrat la promoció duta a terme per EMI (que els van fitxar després de l'èxit que va significar One Second davant la crítica).
El 2001 la formació intenta recuperar una mica el seu antic so amb Believe in nothing, on apareixen durs riffs de guitarra novament a les cançons de Paradise Lost però sense deixar de costat els sons electrònics, el so general del grup així com la veu de Nick Holmes ens podrien recordar una mica als mateixos HIM, segons la formació aquest va ser l'últim disc que va presentar arranjaments pop.
La formació arriba al 2002 després de l'escàs interès que va suscitar Believe in nothing, i editen Symbol of life. Aquest va ser un disc que va combinar guitarres pesades amb teclats i efectes electrònics que per moments aconsegueixen ritmes industrials a l'estil Rammstein («Isolate», «Perfect Mask»), encara que també hi havia espai per a cançons amb tocs més melòdics i malenconiosos («Mystify», «No Celebration») i altres de caràcter més èpic («Pray Nightfall»). En aquest disc Paradise Lost tornen a usar veus femenines («Erased») i riffs que han propiciat que aquest disc fos anomenat el successor natural del Draconian Times.

### Tornant a les arrels (2003-2007)
El 2005 el grup declara tornar a les arrels i edita el seu desè disc i homònim Paradise Lost, que intenta unir les dues etapes musicals de la formació. En aquest disc pràcticament desapareix l'electrònica donant lloc un bon disc de Gothic Metal.
El 2007 el grup enregistra un concert a Londres (editat en DVD) i treu el seu últim disc In requiem que té un so que sembla més aviat una combinació del Draconian Times i el Icon però amanit amb elements que els donen un toc més elegant.

### Sintetitzadors fora, contundència dins (del 2009 endavant)
El 2009 la formació es prepara per llançar el que serà el seu nou àlbum d'estudi, que té per títol Faith Divides Us - Death Unites Us el dotzè de la seva carrera, porta un so nou, i té la particularitat que és el primer que la formació enregistra amb guitarres de set cordes, enregistrat als Fascination Street Studios d'Örebro amb Jens Bogren i la incorporació d'Adrian Erlandsson (ex-At the Gates, Cradle of Filth) a la bateria substituint l'anterior baterista Jeff Singer, tot i que no va participar de l'enregistrament ja que el disc va ser enregistrat pel músic de sessió Peter Damin. Aquest nou material d'estudi veu la llum en dues dates diferents, 28 de setembre a Europa i 6 d'octubre a USA, sota el segell de Century Media.

## Membres

### Membres actuals

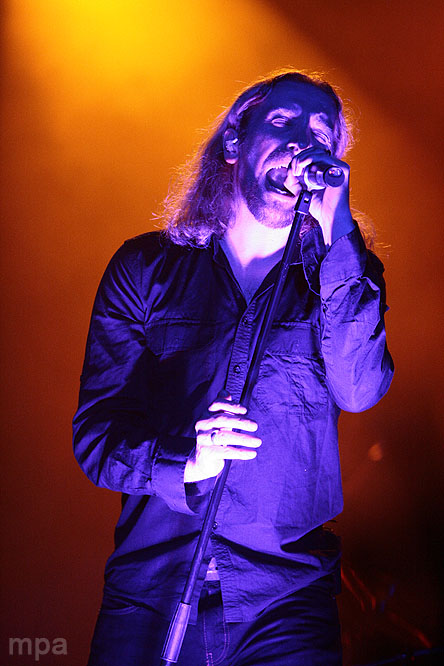
Nick Holmes a Vigo durant el Festival Alternavigo 2009

- Nick Holmes - Veu
- Greg Mackintosh - Guitarra
- Aaron Aedy - Guitarra
- Steve Edmonson - Baix
- Adrian Erlandsson - Bateria

### Membres passats
- Matthew Archer - Bateria
- Lee Morris - Bateria
- Jeff Singer - Bateria
- Peter Damin - Bateria (Sessió)
- Matt Herron - Bateria (Concert)

## Discografia

### Àlbums
- Lost Paradise - 1990
- Gothic - 1991
- Shades of God - 1992
- Icon - 1993
- Draconian Times - 1995
- One Second - 1997
- Host - 1999
- Believe in Nothing - 2001
- Symbol of Life - 2002
- Paradise Lost - 2005
- In Requiem - 2007
- Faith Divideixes Us - Death Unites Us - 2009
- Tragic Idol - 2012
- The Plague Within - 2015
- Medusa - 2017
- Obsidian - 2020